# Ливадна метличина
Ливадна метличина или късоклонеста метличина (Centaurea jacea) е вид многогодишно тревисто растение от род Метличина (Centaurea).

## Описание
На височина ливадната метличина достига от 30 до 100 cm. Характеризира се с право, оребрено стъбло с разклонения. В долната част на стеблото листата имат форма на копие и са вдлъбнато нарязани; в горната част са без дръжки, линейно-копиевидни и покрити с мъх.
Цветовете на ливадната метличина са разположени на върха на стеблото и по краищата на клонките и са на цвят виолетово-пурпурни или виолетово-розови и имат формата на фунийки. Растението цъфти основно през месеците от юни до септември. Цветната кошничка има диаметър 1-2 см. Плодовете представляват семенца с удължена яйцевидна форма.

## Разпространение
Ливадната метличина вирее в цяла Европа, централните и северни части на Азия и северозападните части на Африка, на надморска височина между 1000 и 2000 метра в предпланински и планински райони. Среща се в тревисти и храсталачни местности, в ливади, горски просеки, градините и сред посевите. Предпочита сухи, небогати почви.
В България са разпространени подвидоветеː ssp. banatica (в цялата страна), ssp. angustifolla var. pannonica (предимно в Югозападна България), ssp. razgradensis (в полите на планините).

## В пчеларството и фитотерапията
Ливадната метличина е отлично медоносно растение, от което пчелите събират нектар и цветен прашец. Може да даде до 110 кг. захар в нектара от хектар насаждения. Медът от ливадна метличина се отличава с висока гъстота и добро качество.
Растението не попада в Закона за лечебните растения,, но в източници се отбелязва приложението му във фитотерапията като диуретично, жлъчегонно, противовъзпалително и болкоуспокояващо средство, използвано под формата на водни екстракти, запарки, вани и лапи.